# マイクル・ディブディン
マイクル・ディブディン（Michael Dibdin、1947年3月21日 - 2007年3月30日）は、イギリスの推理作家。
イタリア内務省刑事警察の「アウレーリオ・ゼン(Aurelio Zen)警視」シリーズ（全11冊）で知られる。

## 略歴
イングランドのウェスト・ミッドランズ州、スタッフォードシャーのウルヴァーハンプトン生まれ。父親は物理学者。
7歳から北アイルランドのリズバーンで育ち、Friends' School Lisburnに通う。サセックス大学卒業。カナダのアルバータ大学で英文学修士号を取得。
1978年に最初の小説『シャーロック・ホームズ対切り裂きジャック』（The Last Sherlock Holmes Story)を出版した後、イタリアに4年間住み、ペルージャ の大学で教鞭を執った
。
3度結婚しており、3度目の妻は推理作家のK・K・ベック。
最終的にアメリカのシアトルに定住。短期の闘病ののち、2007年3月30日に60歳で死去。

## 作品

### 長編
- 『シャーロック・ホームズ対切り裂きジャック』（The Last Sherlock Holmes Story (1978)、日暮雅通訳、河出文庫） 2003.2
- A Rich Full Death (1986)
- 『密会』（The Tryst (1989)、成川裕子訳、新潮文庫） 1993.7
- 『ダーティ・トリック』（Dirty Tricks (1991)、中原尚哉訳、扶桑社ミステリー） 1993.7 - 1991年 CWAゴールド・ダガー賞受賞
- 『消えゆく光』（The Dying of Light (1993)、高儀進訳、ミステリアス・プレス文庫） 1994.9
- 『闇の幽鬼』（Dark Specter (1995)、高儀進訳、ミステリアス・プレス文庫） 1996.2 - 1995年 CWAゴールド・ダガー賞受賞
- Thanksgiving (2000)

#### 「アウレーリオ・ゼン警視」シリーズ
1. 『ラット・キング』（Ratking (1988)、真野明裕訳、新潮文庫） 1992.12 - 1988年 CWAゴールド・ダガー賞受賞
2. 『血と影』（Vendetta (1990)、高儀進訳、ミステリアス・プレス文庫） 1993.7
3. 『陰謀と死』（Cabal (1992)、高儀進訳、ミステリアス・プレス文庫） 1994.3
4. 『水都に消ゆ』（Dead Lagoon (1994)、高儀進訳、ミステリアス・プレス文庫） 1995.5
5. Cosi Fan Tutti (1996)
6. A Long Finish (1998) - 1998年 CWAゴールド・ダガー賞受賞
7. Blood Rain (1999)
8. And Then You Die (2002)
9. Medusa (2003)
10. Back to Bologna (2005)
11. End Games (2007)

### 短編
- 「家族の死」（A Death in the Family、若島正訳、ミステリマガジン 1992/11 No.439）

### ノンフィクション他
- 「病理学のレッスン」（(Report) The Pathology Lesson、高儀進訳、ミステリマガジン 1995/1 No.465）
- 「ヒル、ディブデイン創作の秘密を語る」（レジナルド・ヒルによるインタヴュー、ミステリマガジン 1995/1 No.465）